# Kaffeehaus di Corliano

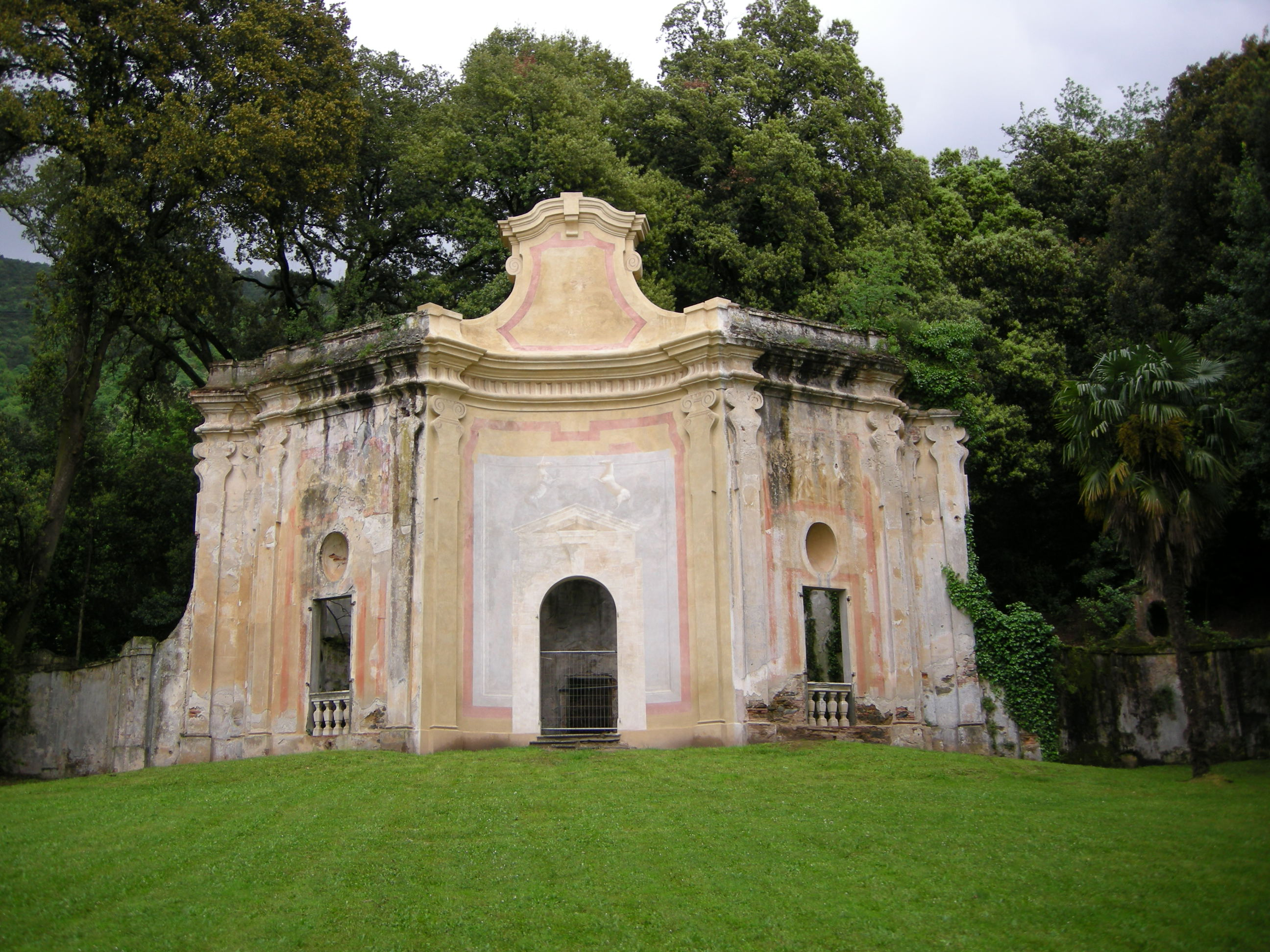
Kaffeehaus di Corliano

La Kaffeehaus è un edificio di forma irregolare che si trova all'estremità nord est del Borgo di Corliano sulla sommità della collinetta denominata Belvedere della Villa di Corliano a San Giuliano Terme (Pisa).
Ridotto, all'interno, alle condizioni di rudere, presenta al piano terreno tre ambienti che guardano il Belvedere ed il Cortile di onore della villa. Vi si accedeva dal grande Terrazzo panoramico, che dominava la collinetta con un teatro di verzura e due ninfei ai lati. Al piano primo vi erano tre ambienti di servizio tra cui una cucina con un grande camino per la bollitura del caffè e della cioccolata secondo una moda tipicamente settecentesca, che portò Cosimo Agostini a fondare il 1º settembre 1775 il Caffè dell’Ussero nel suo palazzo del lungarno boreale a Pisa. Sul retro dell'edificio vi è la Grotta termale, la Fonte dell'acquedotto di Corliano ed un bosco secolare.